# Mikaniopsis maitlandii
Espèce
Statut de conservation UICN

 VU B2ab(iii) : Vulnérable
Mikaniopsis maitlandii C.D.Adams est une espèce de plantes à fleurs de la famille des Asteraceae et du genre Mikaniopsis, présente en Afrique tropicale.
Proche de Mikaniopsis tedliei (Oliv. & Hiern) C.D.Adams et Mikaniopsis paniculata Milne-Redh., ce taxon n'en a été séparé par C. D. Adams qu'en 1957. 

## Étymologie
Son épithète spécifique maitlandii rend hommage au botaniste britannique Thomas Douglas Maitland qui collecta les premiers spécimens au Cameroun.

## Description
C'est une liane herbacée grimpante.

## Distribution
Assez rare, vulnérable, l'espèce est présente au sud-ouest du Cameroun sur trois sites (mont Cameroun, monts Bakossi, mont Koupé), également au Nigeria (Chappal Waddi) et en Guinée équatoriale (Bioko).